# Colonia el Copalito
Colonia el Copalito är en ort i Mexiko.   Den ligger i kommunen Cuernavaca och delstaten Morelos, i den sydöstra delen av landet, 50 km söder om huvudstaden Mexico City. Colonia el Copalito ligger 1 690 meter över havet och antalet invånare är 316.
Terrängen runt Colonia el Copalito är kuperad åt sydväst, men åt nordost är den bergig. Terrängen runt Colonia el Copalito sluttar söderut. Runt Colonia el Copalito är det mycket tätbefolkat, med 1 463 invånare per kvadratkilometer. Närmaste större samhälle är Cuernavaca, 6,9 km sydväst om Colonia el Copalito. I omgivningarna runt Colonia el Copalito växer huvudsakligen savannskog.